# Tatjana Ljujić-Mijatović
Tatjana Ljujić-Mijatović (Sarajevo, 11. svibnja 1941.) je bosanskohercegovačka političarka srpskog podrijetla. Po zanimanju je hortikulturist i dizajner pejzaža. Tijekom rata u BiH bila je članica Predsjedništva Bosne i Hercegovine.

## Životopis

### Rani život
Rođena je 1941. u srpskoj obitelji u Sarajevu. Njen otac je bio komandant Narodnooslobodilačke vojske Jugoslavije tokom Drugog svjetskog rata. Osnovnu školu, gimnaziju i fakultet pohađala je u Sarajevu.
Nakon što je 1964. diplomirala na Univerzitetu u Sarajevu kao inžinjer poljoprivrede, Ljujić-Mijatović je magistrirala pejzažni dizajn na Univerzitetu u Beogradu 1982, a potom doktorirala u Sarajevu 1986. Radila je kao pejzažni dizajner u Beču. od 1969. do 1971. i u Sarajevu od 1971. do 1979, a 1982. postala je univerzitetski profesor u Mostaru i Sarajevu.

### Politička karijera
Svoju političku karijeru započela je 1990. kao članica Skupštine Socijalističke Republike Bosne i Hercegovine, a od 1992. do 1996. bila je član Predsjedništva Republike Bosne i Hercegovine. Postala je delegat u Narodnoj skupštini 1991.
Kada je 1992. izbio rat u Bosni, odbacila je srpsku imperijalističku politiku, ostala u Sarajevu tijekom opsade grada od strane vojske bosanskih Srba i zalagala se za očuvanje multietničke Bosne i Hercegovine. Nakon što je Nenad Kecmanović podnio ostavku na mjesto srpskog člana Predsjedništva Bosne i Hercegovine u lipnju 1992., Ljujić-Mijatović bila je srpski delegat s najviše glasova na općim izborima 1990., koji je još uvijek boravio na teritoriju pod kontrolom vlade. Biljana Plavšić i Nikola Koljević također su dali ostavke, a druga dva delegata ispred Ljujić-Mijatović napustila su zemlju. Uredno je zauzela mjesto u Predsjedništvu, kao jedina žena među sedmero članova, u prosincu 1992. Ljujić-Mijatović je 1993. u Beču dala intervju o životu u opkoljenom Sarajevu, zbog čega je Alois Mock, ministar vanjskih poslova Austrije, zatražio da bude imenovana bosanskohercegovačkom veleposlanicom pri Ujedinjenim narodima. Tijekom daytonskih pregovora odlučno se protivila podjeli Bosne i Hercegovine.[nedostaje izvor]
Nakon rata, Ljujić-Mijatović ostala je članicom Socijaldemokratske partije. Od 1998. do 2000. bila je zamjenica gradonačelnika Sarajeva, a potom je bila u Gradskom vijeću. Članica je Srpskoga građanskog vijeća.